# سنجان (أنقرة)
سنجان (بالتركية: Sincan)‏ هي بلدة ومُديريَّة تقع في ولاية أنقرة بتركيا. تصل مساحتها إلى 880 كم²، وترتفع عن سطح البحر حوالي 855 م.